# ストームZ
ストームZ（ストームゼット、ロシア語: Шторм-Z, tr. Shtorm-Z）は、2023年4月にロシアが設立した一連の懲罰部隊。

## 歴史

### 編成
ストームZ部隊の存在は、2023年4月6日に囚人の勧誘と編成の詳細が記載された文書をウクライナ軍が押収したことで明らかになった。ロシア国防省は、当時のワグネル・グループ代表のエフゲニー・プリゴジンとの関係が悪化した後、ワグネルの囚人兵の募集をモデルとしたこの部隊を設立した。この部隊のメンバーはロシアの刑務所から募集されており、任務に成功すれば減刑され、月給2,200ドルが得られることを前提としている。戦争研究所（ISW）は、ストームZ部隊は戦闘神経症に苦しんでいるロシア軍部隊に配属されるだろうと評価した。また、ISWは各中隊は100名で構成され、その内訳は各10名からなる制圧分隊4つ、各10名からなる火力支援分隊4つ、指揮要員2名、戦闘工兵グループ5名、偵察グループ8名、医療後送グループ3名、UAVチーム2名であると報告した。各中隊は僅か10～15日間の訓練を受けた後、激しい戦闘、つまりバフムートの戦いやアヴディーイウカの戦いでの市街戦に投入された。ロシアのさまざまな司令部と部隊にストームZ中隊が所属しており、その活動はロシア陸軍第8親衛諸兵科連合軍と未承認国家「ドネツク人民共和国」の軍隊「第1軍団」において初めて観察された。

### ウクライナの反転攻勢
ストームZの戦闘員は、彼らの部隊が無能な指導部、物資の不足、装備品の欠陥に悩まされていると語った。ストームZの3人の捕虜はCNNに対し、日常的に故障する大砲、不正確なロケット弾の集中砲撃、鎮痛剤の影響下にある指揮官が「無意味な命令」を下していたことについて語った。彼らは、食料と水を確保するのに地雷原の中を5キロハイキングする必要があるとも語った。この部隊は士気の低下にも悩まされており、機会があれば多数がウクライナ軍に降伏している。2023年のウクライナの反転攻勢の開始当初、懲罰兵並びに徴集兵の大規模な分遣隊がドネツク州ヴェリカ・ノヴォシルカ郊外で降伏した。これらの捕虜は、ロシア軍のベテラン部隊が懲罰兵と徴集兵からなる部隊の背後に配置され、撤退や降伏を試みる者に発砲する督戦隊の役目を担っているとの報告を認めた。直後、退却するロシア部隊に発砲するそのような督戦隊の場面がウクライナのドローンに撮影されていた。ストームZ部隊は、スヴァトヴェ・クレミンナ戦線にも展開し、ウクライナ軍の陣地に対して「消耗度の高い攻撃」を行っており、ロシア空挺軍の2個師団（第76・第98親衛空挺師団）が督戦隊の役目を果たしていた。

### ワグネルの反乱
ワグネル・グループの反乱中にいくつかのストームZ部隊はワグネルグループに忠誠を誓い、エフゲニー・プリゴジンがロシアの軍事構造を打倒するのを支援すると誓った。しかし、プリゴジンが反乱を終わらせ、モスクワ郊外で車列を方向転換させた後、これらのストームZ部隊は彼を「臆病」であると非難し、プリゴジンが「彼らを裏切った」と述べた。更に彼らは、ワグネルを支持したことで彼らの指揮官が不忠実な部隊に懲罰を与え始めたと語った。ストームZ部隊は参謀本部主要組織・動員総局トップのエフゲニー・ブルディンスキー上級大将によって監督されているが、ロシアの民族主義者はブルディンスキーはすべてのストームZ部隊を担当する能力がないとして猛烈に批判している。